# Kalika (Achham)
Pour les articles homonymes, voir Kalika.
Kalika (en népalais : कालिका) est un comité de développement villageois du Népal situé dans le district d'Achham. Au recensement de 2011, il comptait 3 081 habitants.